# Каназава
Каназава (јап. 金沢市) град је у Јапану у префектури Ишикава. Према попису становништва из 2005. у граду је живело 454.607 становника.

## Становништво
Према подацима са пописа, у граду је 2005. године живело 454.607 становника.
| 1995.   | 2000.   | 2005.   |
| ------- | ------- | ------- |
| 453.975 | 456.438 | 454.607 |